# Yuriko, principessa Mikasa
Yuriko, principessa Mikasa (崇仁親王妃百合子?, Takahito Shinnōhi Yuriko), nata Yuriko Takagi (高木百合子?, Takagi Yuriko), (Tokyo, 4 giugno 1923 – Tokyo, 15 novembre 2024) consorte di Takahito, principe Mikasa; al momento del decesso era il membro più anziano della Famiglia Imperiale, nonché ultimo ad essere nato durante il Periodo Taishō.

## Biografia

### Nascita ed educazione
Yuriko Takagi nacque il 4 giugno 1923 nella casa di famiglia dei Takagi a Tokyo, figlia secondogenita del Visconte Masanari Takagi (1894–1948) e di Kuniko Irie (1901–1988). Suo padre fu un membro del clan Takagi, precedentemente signori del piccolo dominio feudale di Tan'an.

### Studi
La Principessa Mikasa si diplomò all'Accademia Femminile del Gakushūin nel 1941.

### Matrimonio e discendenza

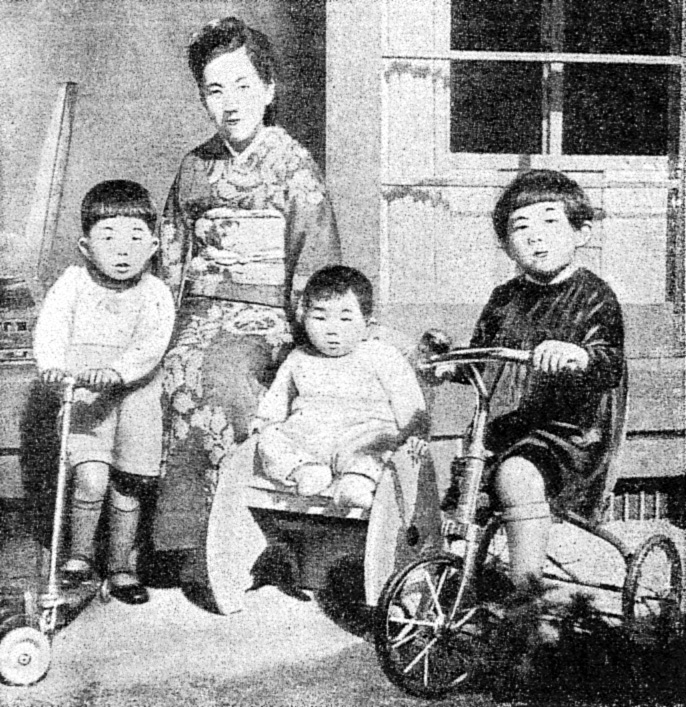
La principessa con i primi tre figli: la Principessa Yasuko, il Principe Tomohito e il Principe Yoshihito.

Il 29 marzo 1941 venne annunciato il fidanzamento di Yuriko Takagi con Takahito, principe Mikasa, fratello minore dell'imperatore Hirohito del Giappone. Il 22 ottobre 1941 i due si sposarono e Yuriko divenne conosciuta come "Sua Altezza Imperiale la Principessa Mikasa".
Il principe e la principessa Mikasa hanno avuto cinque figli:
1. Yasuko Konoe (nata il 26 aprile 1944), sposò il 16 dicembre 1966 Tadateru Konoe, hanno un figlio;
2. Principe Tomohito di Mikasa (5 gennaio 1946 – 6 giugno 2012), sposò il 7 novembre 1980 Nobuko Asō dalla quale ebbe due figlie:
  1. Principessa Akiko di Mikasa (20 dicembre 1981);
  2. Principessa Yōko di Mikasa (25 ottobre 1983).
3. Principe Yoshihito di Katsura (11 febbraio 1948 – 8 giugno 2014), non si sposò e non ebbe figli;
4. Masako Sen (23 ottobre 1951), sposò il 14 ottobre 1983 Sōshitsu Sen, hanno figli;
5. Principe Norihito di Takamado (29 dicembre 1954 – 21 novembre 2002), sposò il 6 dicembre 1984 Hisako Tottori dalla quale ebbe tre figlie:
  1. Principessa Tsuguko di Takamado (8 marzo 1986);
  2. Noriko Senge (22 luglio 1988), sposò il 5 ottobre 2014 Kunimaro Senge;
  3. Ayako Moriya (15 settembre 1990), sposò il 29 ottobre 2018 Kei Moriya, hanno un figlio.

### Vita da Principessa Mikasa
La principessa Mikasa divenne presidente onorario di varie organizzazioni di beneficenza, in particolare quelle che si occupano della conservazione della tradizionale cultura giapponese. Svolse anche un ruolo attivo nella Società della Croce Rossa Giapponese.
La principessa accompagnava sempre il principe Mikasa nei suoi viaggi all'estero e spendeva grandi energie nel promuovere relazioni amichevoli con l'estero. Per quanto riguarda le indagini di monumenti storici, la principessa Mikasa aiutò il marito nella raccolta di dati in forma di film e diapositive per le lezioni del Principe.
La Principessa Mikasa visitò molto spesso suo marito in ospedale, a causa delle cattive condizioni di salute di quest'ultimo nei suoi ultimi mesi di vita. Il 22 ottobre 2016 celebrarono il loro 75º anniversario di matrimonio nella stanza d'ospedale del Principe, che morì cinque giorni dopo, il 27 ottobre 2016, con la Principessa Yuriko accanto fino alla fine. Il 4 novembre la Principessa vedova Mikasa guidò il servizio funebre.

### Declino della salute e morte
Alla principessa fu impiantato un pacemaker nel 1999. Nel settembre 2020, la 97enne venne ricoverata in ospedale con sintomi di insufficienza cardiaca e polmonite, ma venne successivamente dimessa dopo due settimane.
La Principessa Mikasa venne ricoverata nel St. Luke's International Hospital a marzo 2021 a causa di aritmia. Venne annunciato che le sue condizioni non erano critiche e venne dimessa dopo pochi giorni quando i suoi sintomi si attenuarono.
Il 12 luglio 2022 la principessa Yuriko venne portata al St. Luke's International Hospital a causa di febbre alta, tosse e sintomi simili ad un raffreddore. Il giorno successivo l'agenzia della Casa Imperiale annunciò che la principessa era risultata positiva al Covid-19 ma che l'ospedale la riteneva un "caso lieve" a seguito della scomparsa della febbre e della diminuzione della tosse. Ha compiuto 100 anni il 4 giugno 2023.
All'inizio di marzo 2024, la principessa è stata ricoverata presso l'ospedale internazionale St. Luke's a causa di un lieve infarto cerebrale; l'11 marzo è stata trasferita dalla terapia intensiva al reparto generale, come segno che si stava riprendendo, anche se non era in grado di mangiare, ma ha iniziato a bere acqua. Il 18 marzo, l'Agenzia della Casa Imperiale ha annunciato che aveva nuovamente manifestato sintomi di insufficienza cardiaca e infarto cerebrale, e che aveva difficoltà a muovere il braccio e la gamba destra: pertanto, ha continuato a essere curata presso l'ospedale internazionale St. Luke's. Il 25 marzo, è stato annunciato che i suoi sintomi di insufficienza cardiaca e infarto cerebrale erano notevolmente migliorati (a un livello vicino a quello di quando era stata trasferita per la prima volta al reparto generale dell'ospedale) e che avrebbe iniziato la riabilitazione. Il 4 giugno ha festeggiato il suo 101º compleanno in ospedale, ricevendo la visita della nuora Hisako, principessa Takamado e delle nipoti, la principessa Akiko, la principessa Yōko e la principessa Tsuguko. Il 16 agosto, Yuriko è stata riportata in terapia intensiva in ospedale dopo che le era stata diagnosticata una polmonite; Il 9 settembre, è tornata in reparto generale dall'unità di terapia intensiva perché le sue condizioni erano migliorate.
Un esame condotto il 7 novembre 2024 ha rivelato un declino delle funzioni corporee generali, inclusi cuore e reni. Stava facendo riabilitazione, come sedersi su una sedia a rotelle, dal suo ricovero in ospedale a marzo. Il 9 novembre, in seguito all'annuncio del suo peggioramento della salute, è stata visitata da alcuni dei suoi parenti stretti. L'11 novembre, l'Agenzia della Casa Imperiale ha annunciato che la salute della Principessa Yuriko stava ancora peggiorando. L'imperatore Naruhito e l'imperatrice Masako sono stati informati delle sue condizioni, a cui hanno espresso preoccupazione. Durante lo stesso giorno, è stato riferito dall'Agenzia della Casa Imperiale che la sua coscienza era "in uno stato ridotto", e altri membri della famiglia imperiale sono venuti a farle visita. Il 14 novembre, il Grande intendente dell'Agenzia della Casa Imperiale, Yasuhiko Nishimura, riferì che Yuriko stava perdendo conoscenza.
Il 15 novembre 2024, alle 6:32 (JST), la principessa Mikasa morì al St. Luke's International Hospital di Tokyo, all'età di 101 anni. Era circondata dalle sue nipoti Akiko, Yōko e Tsuguko, così come dalla nuora, la principessa Hisako. L'Agenzia della casa imperiale pubblicò una dichiarazione su Instagram per annunciare la sua morte, e affermò che la sua causa ufficiale di morte era "vecchiaia". Successivamente, i notiziari giapponesi iniziarono ad affermare che la sua morte era dovuta a polmonite. Il corpo di Yuriko fu poi riportato a Tokyo.
La famiglia imperiale entrò in un periodo di lutto a causa della sua morte. Anche l'imperatore Naruhito annullò i doveri ufficiali. Il 16 novembre, i suoi riti privati si tennero nella tenuta di Mikasa con la presenza di tutti i membri della famiglia imperiale. L'imperatore Naruhito, l'imperatrice Masako, l'imperatore emerito Akihito e l'imperatrice emerita Michiko, che di solito non partecipano ai servizi di addio, non presenziarono alla veglia, ma visitarono la sua residenza per porgere le condoglianze il 24 novembre poco prima della veglia. La sua veglia presso la sua residenza di Minato Ward iniziò il 24 novembre e si concluse il 25 novembre, con la presenza dei membri della famiglia imperiale giapponese, tra cui il principe ereditario Fumihito, la principessa ereditaria Kiko, la principessa Aiko, il primo ministro giapponese Shigeru Ishiba e il suo gabinetto. Il funerale di Yuriko si è tenuto al cimitero di Toshimagaoka nel quartiere Bunkyo di Tokyo il 26 novembre 2024, con 481 persone presenti. Sua nipote, la principessa Akiko, è stata la principale piagnona sia per la veglia funebre che per il funerale. Il suo corpo è stato cremato all'Ochiai Funeral Hall e le sue ceneri sono state sepolte accanto a quelle del marito. Il governo ha rivelato che il suo funerale è costato 325 milioni di yen. Anche il tesoro nazionale dovrebbe restituire circa 10,16 milioni di yen, dopo che metà della sua indennità è stata pagata in ottobre. Le "Spese della Corte Imperiale", che sono fondi pubblici, hanno pagato il suo ricovero ospedaliero da marzo a novembre.

## Cariche onorifiche
- Membro di riserva del Consiglio della Casa Imperiale
- Vicepresidente onoraria della Società della croce rossa giapponese